# Općina Juršinci
Općina Juršinci (slo.:Občina Juršinci) je općina u sjeveroistočnoj Sloveniji u pokrajini Štajerskoj i statističkoj regiji Podravskoj. Središte općine je naselje Juršinci s 325 stanovnika.

## Zemljopis
Općina Juršinci nalazi se u sjeveroistočnom dijelu Slovenije. Područje općine pripada području Slovenskih Gorica, brdskom kraju poznatom po vinogradarstvu i vinarstvu.
U općini vlada umjereno kontinentalna klima.
Na području općine nema značajnijih vodotoka. Svi vodotoci su u slivu rijeke Drave.

## Naselja u općini
Bodkovci, Dragovič, Gabrnik, Gradiščak, Grlinci, Hlaponci, Juršinci, Kukava, Mostje, Rotman, Sakušak, Senčak pri Juršincih, Zagorci

## Vanjske poveznice
- Službena stranica općine